# Distelzadelmot
De distelzadelmot (Epiblema scutulana) is een vlinder uit de familie Tortricidae, de bladrollers. De spanwijdte van de vlinder bedraagt tussen de 18 en 23 millimeter. De soort lijkt enorm op Epiblema sticticana en Epiblema cirsiana en kan daarvan vrijwel alleen op basis van microscopisch onderzoek aan de genitaliën worden onderscheiden. De soort overwintert als rups. De vlinder komt voor in het Palearctisch gebied.

## Waardplanten
De distelzadelmot heeft speerdistel en knikkende distel als waardplanten.

## Voorkomen in Nederland en België
De distelzadelmot is in Nederland en in België een lokale soort. De soort vliegt van mei tot september.